# Клемперер, Виктор
Ви́ктор Кле́мперер (нем. Victor Klemperer; 9 октября 1881, Ландсберг-на-Варте, Пруссия (ныне — Гожув Великопольский, Польша) — 11 февраля 1960, Дрезден, ГДР) — немецкий филолог, писатель и журналист, исследователь тоталитарного мышления и языка нацистской Германии.

## Биография
Сын раввина, брат хирурга Георга Клемперера (участвовавшего в 1922—1923 годах в консилиумах по поводу болезни Ленина) и двоюродный брат дирижёра Отто Клемперера. В 1902—1912 годах изучал романскую и германскую филологии в университетах Мюнхена, Женевы, Парижа и Берлина, после 1905 года работал журналистом в Берлине, публиковал прозу. В 1912 году обратился в протестантизм. Диссертацию писал у известного филолога-романиста и теоретика языка Карла Фосслера, защитил её в 1914 году. В 1914—1915 годах читал лекции в университете Неаполя, с началом Первой мировой войны пошёл на фронт добровольцем. С 1920 года — профессор романской филологии в Высшей технической школе Дрездена.
С приходом нацистов к власти был в 1935 году отстранён от преподавания как еврей, лишился работы, переселён в гетто, но, поскольку его жена была признана чистокровной арийкой, избежал депортации. Во время войны скрывался в серболужицкой деревне Пескецы, жители которой, как он писал, отличались «антигитлеровским настроением». После 13 февраля 1945 года, когда нацистские власти приняли решение о депортации всех оставшихся евреев, включая состоящих в «смешанных браках», Клемперер вместе с женой, воспользовавшись неразберихой воздушного налёта союзников на Дрезден (в ходе которого погибло большое количество как жителей гетто, так и чинов гестапо и СС), бежали и укрылись в Верхней Баварии на территории, вскоре занятой войсками союзников.
После войны Клемперер жил в ГДР, читал лекции в Берлине и Халле, участвовал в культурной жизни, был депутатом Народной палаты от фракции Культурбунда. Член СЕПГ, член АН ГДР. Вышел двухтомник его трудов о французском Просвещении («Век Вольтера» — 1954, «Век Руссо» — 1966, посмертно).

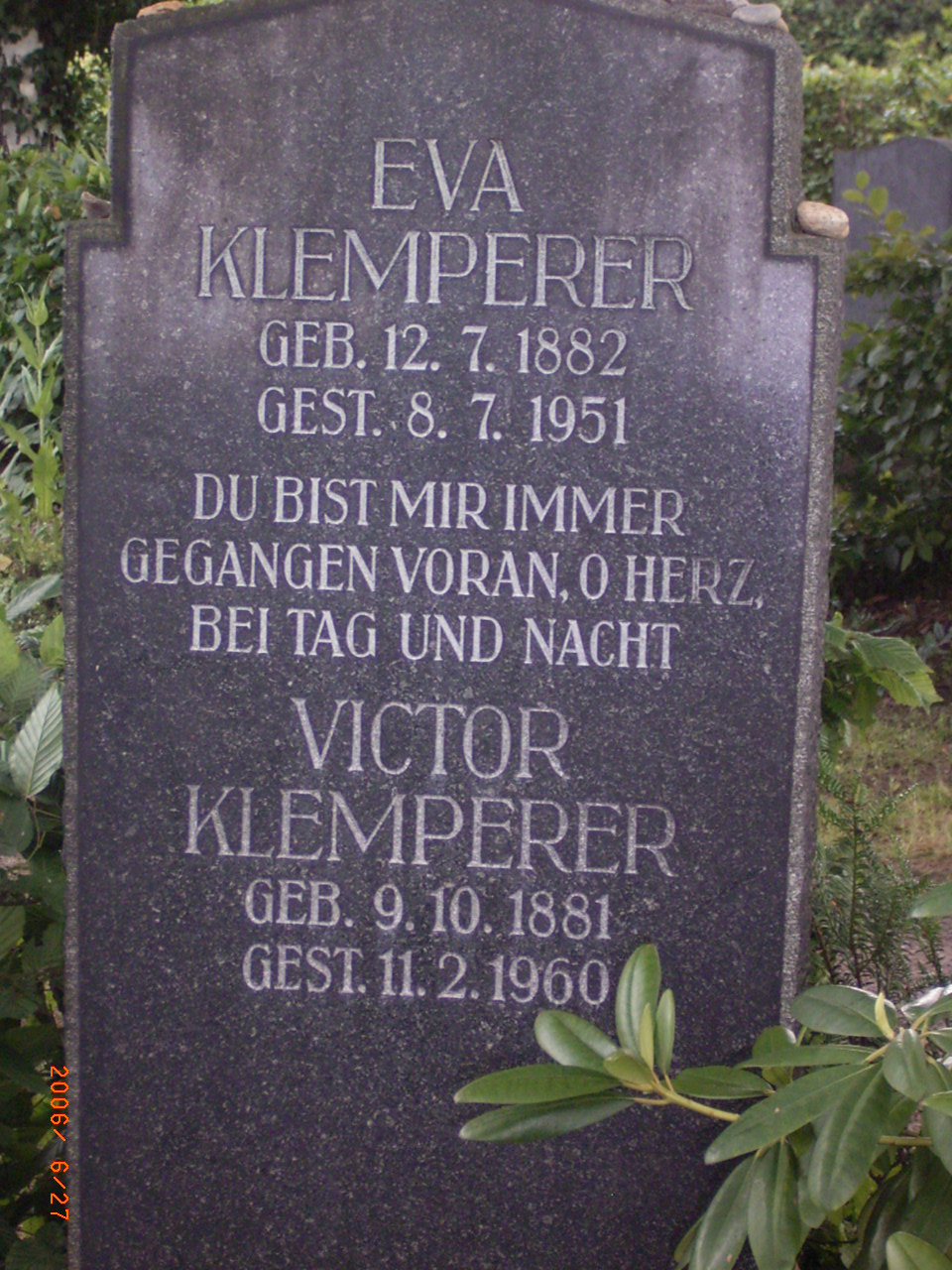
Надгробье Евы и Виктора Клемперер на Дрезденском кладбище

## Творчество
После установления нацистского режима начал вести дневник, где день за днём, не только как зоркий наблюдатель, но ещё и как тонкий филолог отмечал изменение окружающей повседневной жизни, привычек и языка соотечественников, лексики и интонаций средств массовой информации, уличных объявлений и т. п. Этот новояз он назвал «языком Третьего рейха» (лат. Lingua Tertii Imperii, LTI). В 1968 году началась публикация его дневников, которые выходили затем разными частями во многих изданиях, включая специально комментированные. До 1980-х годов имя Клемперера было сравнительно мало известно: в ФРГ — из-за его членства в СЕПГ, в социалистических странах — из-за сделанного им подробного анализа тоталитарных языковых механизмов (и общей нежелательности темы геноцида евреев). В 1980—1990-е годы книга стала мировой сенсацией, была переведена на многие языки и считается сегодня одним из наиболее известных дневников, памятником «литературы Холокоста».

## Издания
- LTI. Notizbuch eines Philologen. Leipzig: Reclam, 1968 (впоследствии многократно расширенное и переизданное)

## Издания на русском языке
- Клемперер В. LTI. Язык Третьего рейха: Записная книжка филолога / пер. с нем. А.Б. Григорьева. — М.: Прогресс-Традиция, 1998. — 381 с. — 3000 экз.
- Свидетельствовать до конца. — М.: Прогресс, 1998.

## Признание
В 1952 году получил национальную премию ГДР, в 1956 награждён орденом ГДР «За заслуги перед отечеством». В 1999 году вышел телевизионный фильм о Клемперере, а в 2003 году — документальный фильм на основе его дневников. Они не раз становились основой театральных и радиопостановок. В 1995 году посмертно награждён премией Ганса и Софи Шолль.